# Île de Deli
Deli est une petite île de l'océan Indien située à environ 15 km au large de la presqu'île d'Ujung Kulon à l'extrémité occidentale de l'île de Java en Indonésie.
Administrativement, elle fait partie du kabupaten de Pandeglang dans la province de Banten.
On y trouve un spot de surf.
Deli est une île frontalière d'Indonésie.